# Diphyus
Diphyus är ett släkte av steklar som beskrevs av Joseph Kriechbaumer 1890. Diphyus ingår i familjen brokparasitsteklar.

## Bildgalleri

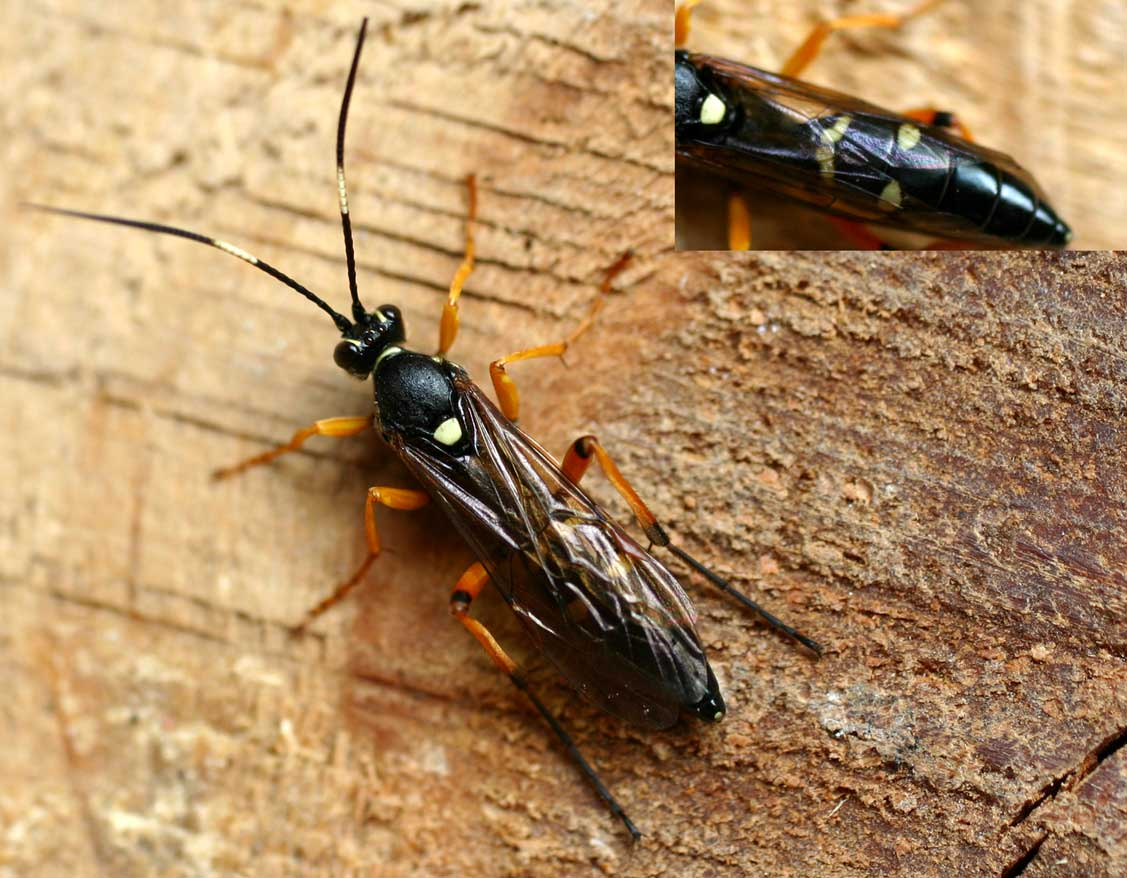
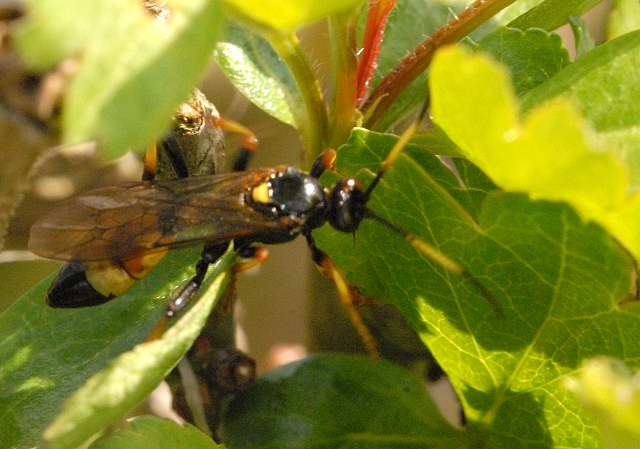
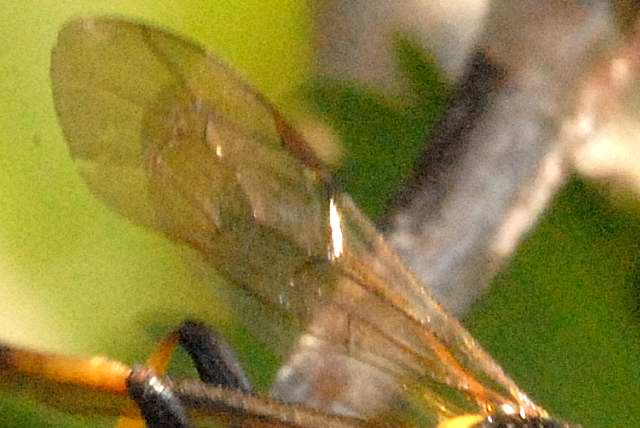

## Dottertaxa tillDiphyus, i alfabetisk ordning[1][2]
- Diphyus adventor
- Diphyus akaashii
- Diphyus albicoxalis
- Diphyus albomarginatus
- Diphyus allapsus
- Diphyus altissimus
- Diphyus amatorius
- Diphyus amoenipes
- Diphyus aneides
- Diphyus animosus
- Diphyus apiculatus
- Diphyus arduus
- Diphyus ater
- Diphyus bagdadensis
- Diphyus bicingulatus
- Diphyus biluteonotatus
- Diphyus bipunctatus
- Diphyus carbo
- Diphyus castaniventris
- Diphyus castanopyga
- Diphyus catagraphus
- Diphyus celatus
- Diphyus celsus
- Diphyus charlottae
- Diphyus cockerelli
- Diphyus comes
- Diphyus costaricensis
- Diphyus curtituberculatus
- Diphyus cyanimontis
- Diphyus dakota
- Diphyus delicatus
- Diphyus dictiosus
- Diphyus discus
- Diphyus distinctipes
- Diphyus duodecimguttorius
- Diphyus efferus
- Diphyus effigialis
- Diphyus elbursicus
- Diphyus euxoae
- Diphyus excarptus
- Diphyus excultorius
- Diphyus fennicae
- Diphyus ferrugator
- Diphyus flavicornis
- Diphyus flebilis
- Diphyus fossorius
- Diphyus fulvocaudatus
- Diphyus fuscatorius
- Diphyus gibbosus
- Diphyus gradatorius
- Diphyus higebutonis
- Diphyus hudsonicus
- Diphyus humphreyi
- Diphyus impudicatus
- Diphyus inflatus
- Diphyus inopinus
- Diphyus integratus
- Diphyus interstinctus
- Diphyus iwatai
- Diphyus japonicus
- Diphyus koebelei
- Diphyus lalandei
- Diphyus latebricola
- Diphyus ligatorius
- Diphyus longigena
- Diphyus longimanus
- Diphyus luctatorius
- Diphyus lusitanus
- Diphyus lustratorius
- Diphyus macilentus
- Diphyus malaisei
- Diphyus mauritanicus
- Diphyus mercatorius
- Diphyus meruensis
- Diphyus micramoenus
- Diphyus monitorius
- Diphyus montivagans
- Diphyus nigrotergops
- Diphyus niikunii
- Diphyus numericus
- Diphyus nuncius
- Diphyus ochromelas
- Diphyus omori
- Diphyus ontariensis
- Diphyus orbitalis
- Diphyus ormenus
- Diphyus palliatorius
- Diphyus pedatus
- Diphyus peringueyi
- Diphyus plagatorius
- Diphyus platyaspis
- Diphyus pleuratorius
- Diphyus politus
- Diphyus populorum
- Diphyus provancheri
- Diphyus proximus
- Diphyus pseudocastigator
- Diphyus pseudomercator
- Diphyus quadripunctorius
- Diphyus quinquecinctus
- Diphyus raptorius
- Diphyus restitutor
- Diphyus robustus
- Diphyus rubellus
- Diphyus ruficoxis
- Diphyus rungwemontis
- Diphyus rusticus
- Diphyus salicatorius
- Diphyus sallaei
- Diphyus sedatus
- Diphyus semissis
- Diphyus septemguttatus
- Diphyus sequax
- Diphyus sexzonatus
- Diphyus sibiricus
- Diphyus subfuscus
- Diphyus suigensis
- Diphyus sycophantus
- Diphyus taylorii
- Diphyus temmazanensis
- Diphyus tepidus
- Diphyus tricolor
- Diphyus trifasciatus
- Diphyus turcomanus
- Diphyus turpiculus
- Diphyus walleyi
- Diphyus ventralis
- Diphyus victoriae
- Diphyus zebraticolor